# 五年之约
《五年之约》（英語：The Five-Year Engagement）是一部2012年美国浪漫喜剧电影，由尼古拉斯·斯托勒编剧、导演和制作，賈德·阿帕托和羅德尼·羅斯曼联合编剧。傑森·席格爾在片中与艾美莉·賓特共同出演，两人在此片中饰演了一对因订婚时间不断延长所以关系变得紧张的情侣。该影片于2012年4月27日在北美上映，并于2012年6月22日在英国上映。